# Felsentheater (Bad Liebenstein)
Das Felsentheater ist eine Sehenswürdigkeit der Stadt Bad Liebenstein und befindet sich etwa 500 Meter nördlich der Burgruine Liebenstein im Wald des Schlossberges. Als Flächennaturdenkmal steht das Areal unter Schutz und gilt als Lebensraum seltener Pflanzen- und Tiergesellschaften.

## Geschichte
Die zum Altensteiner Zechsteinriff gehörende Felspartie des Felsentheaters ist ein etwa 255 Millionen Jahre altes Kalkalgenriff des Oberen Perms (Zechstein). Durch Verwitterung (Verkarstung) bildete sich eine größere und mehrere kleine Höhlen im Felsen. Im Hintergrund des zusammengebrochenen Hohlraumes befindet sich ein kluftgebundener, noch in Resten erhaltene Höhlenrest. Die gesamte Höhle wird wohl seit dem Mittelalter als „Hohe Scheuer“ oder auch „Hohle Scheune“ bezeichnet. Nach Berichten stürzte im 16. Jahrhundert  der Teil der Höhlendecke über dem größten Raum der Höhle ein. Das Felsentheater stellt deshalb karstgeologisch eine Höhlenruine dar.
Um 1800 erkannte man die Möglichkeit, durch das Anlegen von Treppen und Wegen eine reizvolle Ausflugsstelle in der Umgebung des Kurbades zu schaffen. Fälschlich wird dieser Umbau oft in die Zeit um 1860 eingeordnet. Aber schon von 1802 ist eine bildliche Darstellung des Hofmalers Thierry bekannt. Friedrich Mosengeil beschreibt die Situation ausführlich in seinem 1815 erschienenen Werk Das Bad Liebenstein und seine Umgebungen. Dort wird auch der Name „Hohle Scheune“ genannt.
Eingerahmt von 6 bis 8 Meter hohen Felswänden führen Treppen zu einem eingeebneten Platz mit Bänken, der fortan als „Felsentheater“ bezeichnet wird. Auch eine Nutzung für Theateraufführungen wird genannt, ist jedoch nicht nachgewiesen. Man erkennt zwar heute noch eine bühnenähnliche Situation, jedoch liegt ein möglicher Zuschauerraum hangabwärts, was keine regelrechte Theaternutzung zulässt. Die Nutzung der umgestalteten Höhle für verschiedenste zeitgenössische Festivitäten ist dagegen durchaus wahrscheinlich.
Der zeitweise verwilderte Ort wurde in den Jahren 2002–2003 durch ein Projekt des Naturschutzzentrums Alte Warth und der Stadt Bad Liebenstein wieder hergerichtet.